# 학업소진
학업소진(學業消盡)이란 과도한 학업으로 인해 신체적, 정신적 피로감 및 스트레스, 무력감, 좌절감 등을 느끼는 상태를 말한다. 학업소진을 겪는 학생들은 자존감과 실패에 대한
대처능력이 떨어지며 덜 노력하는 경향이 있다. 학업소진이 장기간 계속되면 학습된 무기력(learned helplessness) 상태를 겪게 된다.
학업소진에 잘 대처할 수 있게 해주는 능력을 '학업적 실패내성'이라고 한다. 학업적 실패내성이 잘 발달된 경우 학습자는 자신의 실패를 바탕으로 더 나은 성취를 하려는 계획과 행동을 하게 된다. 특정 조건 하에서는 실패 경험이 학습자들에게 긍정적인 효과를
가져올 수 있다.

## 같이 보기
- 학습동기

### 내용주
1. ↑  이때의 기준은 주관적인 감정

### 참조주
1. ↑  고홍월 2012, 128쪽.
2. ↑  고홍월 2012, 129쪽.

## 참고 문헌
- 고홍월 (2012). “대학생 학습동기 유형에 따른 학업소진과 학업적 실패내성의 차이” (PDF). 《아시아교육연구》 13 (1). 2017년 12월 20일에 확인함.